# Гайді Гаммель
Гайді (Хайді) Гаммель (нар. 14 березня 1960) — американська астрономка, яка спеціалізується на вивченні Нептуна та Урана, старша наукова співробітниця та координаторка досліджень Інституту космічних наук у Боулдері (Колорадо). У 1989 році працювала в програмі по зонду «Вояджер-1» і «Вояджер-2». Хайді Гаммель була членом команди, відповідальної за відправку в космос космічного апарата Галілео.
На її честь назвали астероїд 3530 Гаммель.

## Біографія
Народилася 14 березня 1960 року в Каліфорнії. Навчалася в Массачусетському технологічному інституті (MIT) у Кембриджі, де здобула ступінь бакалавра (1982) та в Гавайському університеті, де захистила докторську дисертацію в галузі фізики та астрономії (1988).
Вона майже дев'ять років була головною науковою співробітницею у відділі наук про Землю, атмосферу та планети в Массачусетському технологічному інституті.

## Наукова діяльність
У 1994 році, коли Комета Шумейкерів — Леві 9 врізалася в Юпітер, вона очолювала наземну групу, яка аналізувала фотографії події з космічного телескопа Габбл.
У 2005 році ввійшла до складу ради директорів Планетарного товариства.
Гаммель вивчає переважно зовнішні планети та їх супутники, приділяючи особливу увагу методам спостереження.

## Нагороди
- Премія Клумпке-Робертса (1995).
- Премія Гарольда Юрі Американського астрономічного товариства (1996).
- Нагорода Громадського розуміння науки «Експлораторіум» (1998).
- Медаль Карла Сагана (2002).